# Социологија музике
Социомузикологија (од латинског: socius, „пратилац“; из старофранцуског musique; и суфикса -ологија, проучавање, од старогрчког: „говор“), такође се зове музика социологије или социологија музике, и односи се на академско потпоље социологије које се бави музиком (често у комбинацији са другим уметностима), као и потпоље музикологије које се фокусира на социјалне аспекте музичког понашања и улози музике у друштву.

## Социомузиколошка питања
Рад социомузиколога је често сличан етномузиколозима у смислу њиховог истраживања у социокултуролошком контексту музике. Међутим, социомузикологија одражава мање акцената на етничком и националном идентитету, и није ограничена само на етнографске методе. Уместо тога, социомузиколози користе широк спектар истраживачких метода и интересују се за видљиво понашање и музичке интеракције у оквиру ограничења друштвене структуре. Социомузиколози чешће него етномузиколози користе истраживања и економске параметре, на пример, и имају тенденцију да се фокусирају на музичку праксу у савременим индустријским друштвима.
Пошто област музикологије има тежњу да нагласи историографски и аналитички/критички него социолошки приступи у истраживању, социомузикологија се још увек сматра донекле изван главних токова музикологије. Ипак, раст популарности етномузикологије у последњих неколико деценија (са којима теренске акције имају много сличности), као и развој и усмеравања „Нове музикологије“ (коинцидира са појавом интердисциплинарне студије културе у академским круговима), допринео је да социомузикологија постане потпуно успостављена област.
Међу најзначајнијим класичним социолозима који испитују социјалне аспекте и последице музике су Џорџ Симел, Алфред Шуц, Макс Вебер и Теодор Адорно. Вредни помена: Алфонс Силберман, Чарлс Сигер, Хауард Сол Бекер, Норберт Елијас, Морис Халбвак, Жак Атали, Џон Мјулер и Кристофер Смол. Међу савремене социомузикологе убрајају се Тија Денора, Џорџина Родија, Давид Хеберт, Петер Мартин и Јосиф Шлос.

## Такође прочитати
- Adler, Guido (1885). Umfang, Methode und Ziel der Musikwissenschaft. Vierteljahresschrift für Musikwissenschaft, 1, 5-20.
- Beaud, Paul & Willener, Alfred (1973). Musique et vie quotidienne, essai de sociologie d'une nouvelle culture: electro-acoustique et musique pop; improvisation. in series, Repères. [S.l.]: Éditions Mame. 272 p. ISBN 978-2-250-00512-7.
- Becker, Howard S. (1963). "The Culture of ... [and] Careers in ... a Deviant Group: the Dance Musician", in his Outsiders: Studies in the Sociology of Deviants (New York: Free Press, 1966, cop. 1963), p. [79]-119. N.B.: The results are of a study undertaken in 1948-1949.
- Clercq, Jocelyne de (1970). La profession de musician: une enquête, in series, Études de sociologie de la musique. Bruxelles: Éditions de l'Institut de Sociologie, Université libre de Bruxelles. Variant title on half-title page: Le Musicien professional: une enquête. 165, [1] p. Without ISBN or SBN
- Hill, Dave (1986). Designer Boys and Material Girls: Manufacturing the [19]80s Pop Dream. Poole, Eng.: Blandford Press. ISBN 978-0-7137-1857-7.
- Honing, Henkjan (2006). "On the growing role of observation, formalization and experimental method in musicology." Empirical Musicology Review, 1/1, 2-5
- Kerman, Joseph (1985). Musicology. London: Fontana. ISBN 978-0-00-197170-7.
- Ko, C. K. S. (2011). An analysis of sociomusicology, its issues; and the music and society in Hong Kong. Hong Kong: Ko Ka Shing. ISBN 978-9-881-58021-4.
- McClary, Susan, and Robert Walser . "Start Making Sense! Musicology Wrestles with Rock" in On Record ed. by Frith and Goodwin 1990. 1988.  978-0-394-56475-3. стр. 277–292.
- Middleton, Richard (1990/2002) (1990). Studying Popular Music. Philadelphia: Open University Press. ISBN 978-0-335-15275-9..
- Sorce Keller, Marcello (1996). Musica e sociologia, Milan: Ricordi.
- Pruett, James W. & Thomas P. Slavens (1985). Research guide to musicology. Chicago: American Library Association. ISBN 978-0-8389-0331-5.
- Voyer, Pierre (1981). Le Rock et le rôle. [sic]. [Montréal, Qué.]: Leméac. ISBN 978-2-7609-9429-4.